# PPBP
PPBP (англ. Pro-platelet basic protein) – білок, який кодується однойменним геном, розташованим у людей на короткому плечі 4-ї хромосоми.  Довжина поліпептидного ланцюга білка становить 128 амінокислот, а молекулярна маса — 13 894.
| 10         |  | 20         |  | 30         |  | 40         |  | 50         |
| ---------- |  | ---------- |  | ---------- |  | ---------- |  | ---------- |
| MSLRLDTTPS |  | CNSARPLHAL |  | QVLLLLSLLL |  | TALASSTKGQ |  | TKRNLAKGKE |
| ESLDSDLYAE |  | LRCMCIKTTS |  | GIHPKNIQSL |  | EVIGKGTHCN |  | QVEVIATLKD |
| GRKICLDPDA |  | PRIKKIVQKK |  | LAGDESAD   |  |            |  |            |

A: Аланін

C: Цистеїн

D: Аспарагінова кислота

E: Глутамінова кислота

G: Гліцин

H: Гістидин

I: Ізолейцин

K: Лізин

L: Лейцин

M: Метіонін

N: Аспарагін

P: Пролін

Q: Глутамін

R: Аргінін

S: Серин

T: Треонін

V: Валін

Кодований геном білок за функціями належить до цитокінів, факторів росту, антибіотиків, антимікробних білків, мітогенів. 
Задіяний у такому біологічному процесі як хемотаксис. 
Секретований назовні.